# Aristaios
Aristaios var, i grekisk mytologi, son till Apollon och den herdegud som vaktade hjordar och bikupor.
Aristaios är mest omtalad som den som orsakade Eurydikes död. Hon trampade på en giftorm när Aristaios försökte våldta henne.